# Roxy Leech
Roxy Leech è un personaggio immaginario nell'Universo DC. Comparve per la prima volta in Adventures of Superman n. 502 nel luglio 2003 e per un periodo di tempo fu un personaggio di supporto nei fumetti dedicati a Superboy.

## Biografia del personaggio
Roxy è la figlia bella e forte del truffatore Rex Leech. Dal primo giorno in cui incontrò Superboy, ebbe subito un debole per lui. A causa dell'influenza di Superboy e di San Makoa, è un cadetto delle Hawaii S.C.U. Non fu mai felice a causa della carriera di suo padre, ma quando Rex decise di rappresentare il giovane supereroe, la sua vita cambiò. Superboy e tutti gli altri finirono per trasferirsi alle Hawaii e la sua relazione con Roxy passò da una semplice cotta a rivalità tra fratelli. Rex, padre di Roxy, doveva dei soldi a Mr. Gamboni ma non gli restituì mai la somma, così Gamboni inviò Copperhead per ucciderlo. Copperhead decise di risparmiarlo in cambio della vita di Roxy ma, fortunatamente, Superboy giunse in tempo per salvare la vita di entrambi. Durante la serie "Meltdown", Roxy salvò la vita di DSuperboy donando un po' del suo DNA per mantenere stabile quello del giovane eroe, ed infine per migliorare la sua relazione con lui.
Roxy fece una breve comparsa nel fumetto "Spider-Boy" dell'Amalgam Comics. In questo numero interpretava la parte del cadetto delle Hawaii S.C.U. lavorando per Flash Thompson, per il capitano Sam Makoa e per il Sergente Barnes.

## Poteri e abilità
Roxy è esperta nell'applicazione della legge e nelle procedure di polizia.